# Europska Formula 2 – sezona 1971.
| Europska Formula 2 1971. | Europska Formula 2 1971.              |
| ------------------------ | ------------------------------------- |
| Prvak                    | Ronnie Peterson (March-Ford Cosworth) |
| Prethodna sezona         | Sljedeća sezona                       |
| 1970.                    | 1972.                                 |
| Formula 1 – sezona 1971. |                                       |

Europska Formula 2 - sezona 1971. je bila 5. sezona Europske Formule 2. Naslov prvaka osvojio je Ronnie Peterson u bolidu March-Ford Cosworth za momčad March Engineering.

## Poredak
| Mjesto | Vozač                | Bodovi |
| ------ | -------------------- | ------ |
| 1.     | Ronnie Peterson      | 54     |
| 2.     | Carlos Reutemann     | 40     |
| 3.     | Dieter Quester       | 25     |
| 4.     | Tim Schenken         | 27     |
| 5.     | François Cevert      | 22     |
| 6.     | Wilson Fittipaldi    | 16     |
| 7.     | Mike Beuttler        | 12     |
| 8.     | Jean-Pierre Jarier   | 10     |
| 9.     | Jean-Pierre Jaussaud | 9      |
| 10.    | Niki Lauda           | 8      |
| 11.    | François Migault     | 7      |
| 12.    | Gerry Birrell        | 7      |
| 13.    | Derek Bell           | 6      |
| 14.    | Peter Westbury       | 5      |
| 15.    | John Watson          | 5      |
| 16.    | John Cannon          | 4      |
| 17.    | Carlos Ruesch        | 3      |
| 18.    | Vittorio Brambilla   | 2      |
| 19.    | Silvio Moser         | 2      |
| 20.    | Brian Hart           | 1      |
| 21.    | Alistair Walker      | 1      |
| 22.    | Helmut Marko         | 1      |
| 23.    | François Mazet       | 1      |
| 24.    | Bob Wollek           | 1      |
| Mjesto | Vozač                | Bodovi |